# Gamasolaelaps
Gamasolaelaps es un género de ácaros perteneciente a la familia Veigaiidae

## Especies
- Gamasolaelaps arborescens Karg, 1998
- Gamasolaelaps aurantiacus (Berlese, 1903)
- Gamasolaelaps bellingeri Evans
- Gamasolaelaps bidentis Tseng, 1994
- Gamasolaelaps bondwaensis Hurlbutt, 1983
- Gamasolaelaps cerviformis Berlese
- Gamasolaelaps cornuum Karg, 1997
- Gamasolaelaps ctenisetiger Ishikawa, 1978
- Gamasolaelaps cuniculicola Wang, Zhou & Ji, 1990
- Gamasolaelaps dorotheae Koyumdjieva, 1986
- Gamasolaelaps excisus (Koch)
- Gamasolaelaps leptocornutus Karg, 1998
- Gamasolaelaps multidentatus Karg
- Gamasolaelaps pamirensis Barilo, 1987
- Gamasolaelaps praetarsalis Karg, 1997
- Gamasolaelaps pygmaeus Bregetova
- Gamasolaelaps simplicis Karg, 1998
- Gamasolaelaps tuberculatus Breg.
- Gamasolaelaps whartoni (Farrier)